# Från dig, all nåds och visdoms Gud
Från dig, all nåds och visdoms Gud är en skolpsalm med text skriven 1914 av Edvard Evers.

## Publicerad i
- Den svenska psalmboken 1937, som nummer 487 under rubriken "F. Det kristna samhället - 2. Skolan".[1]